# Гардель, Максимилиан
Максимилиа́н Гарде́ль (фр. Maximilien Gardel; 28 декабря 1741, Мангейм — 11 марта 1787, Париж) — французский хореограф и танцор.

## Биография
Максимилиан Гардель родился в семье танцмейстера Королевского балета при дворе польского короля Станислава Лещинского, старший брат танцора Пьера Гарделя. Учился искусству танца у знаменитого французского артиста Луи Дюпре в Школе танца при столичной Опере. В 1781 году Максимилиан Гардель занимает должность балетмейстера («Maître des ballets») в парижской Национальной опере после Жана-Жоржа Новера.

## Постановки
- La Chercheuse d’esprit, 1777
- Ninette à la cour, 1777
- Mirza et Lindor, 1779
- La Rosière, 1783
- Le Premier Navigateur, 1785
- Le Déserteur, 1786
- Le Coq du village, 1787